# Rhyticeros
Genre
Le genre Rhyticeros comprend six espèces de Calaos d'Asie du Sud-Est, appartenant à la famille des Bucerotidae et parfois classé dans le genre Aceros. 

## Liste des espèces
D'après la classification de référence (version 5.1, 2015) du Congrès ornithologique international (ordre phylogénique) :
- Rhyticeros plicatus – Calao papou
- Rhyticeros narcondami – Calao de Narcondam
- Rhyticeros undulatus – Calao festonné
- Rhyticeros everetti – Calao de Sumba
- Rhyticeros subruficollis – Calao à gorge claire
- Rhyticeros cassidix – Calao à cimier